# Registro canadese dei luoghi storici
 Il registro canadese dei luoghi storici ( RCLS – CRHP; in francese le répertoire canadien des lieux patrimoniaux – in inglese Canadian Register of Historic Places), noto anche come luoghi storici del Canada, è un database online dei siti storici situati nel Canada che sono stati formalmente riconosciuti come patrimonio da un'autorità federale, provinciale, territoriale e/o municipale.

## Storia

Il RCLS contiene i dati dei siti storici situati in tutte le 13 province e territori del Canada

Il registro canadese dei luoghi storici è stato creato nell'ambito dell'iniziativa per i luoghi storici (Historic Places Initiative) del Canada. A partire dal 2001, l'iniziativa è stata una collaborazione tra le amministrazioni federali, provinciali e territoriali per migliorare la protezione dei siti storici del territorio e "promuovere e incoraggiare la cultura di conservazione del patrimonio in Canada". Il RCLS e gli standard e linee guida per la conservazione dei luoghi storici in Canada (una serie di linee guida per il restauro e il recupero dei siti storici di tutto il Canada) sono i due strumenti cardine istituiti per aiutare a raggiungere gli obiettivi principali dell'iniziativa.
Il registro canadese è stato lanciato ufficialmente nel maggio 2004 come unica fonte di accesso al pubblico per apprendere informazioni riguardo ai siti storici dell'intero territorio del Canada. È un'opera in costante aggiornamento e, a partire dal 2011, contava circa 12 300 siti storici designati dei 17 000 stimati nel territorio.
Il database è stato progettato in modo da avere una doppia funzione, essere flessibile, al fine di accogliere informazioni provenienti dalla vasta gamma di autorità del patrimonio di tutto il territorio, ed essere uniforme, per fornire uno strumento di ricerca costante e un modello di documentazione coerente per i siti indipendentemente dalla posizione o designazione del bene patrimoniale. I siti storici che vengono riconosciuti da più livelli amministrativi, spesso per vari motivi, sono anche collegati all'interno del database. Per fare un esempio, i giardini pubblici di Halifax in Nuova Scozia ha due designazioni (una come sito storico nazionale del Canada e l'altra come proprietà registrata a livello municipale (Municipally Registered Property) ai sensi della legge sui beni culturali) e queste due elementi all'interno del registro sono collegati fra loro per evidenziare l'enorme valore patrimoniale che vi è stato attribuito.

## Iscrizioni al registro
Il registro canadese dei luoghi storici non possiede dei criteri propri per la registrazione nel database, ma si basa interamente sulle designazioni federali, provinciali, territoriali e locali dei siti storici (che riflettono l'approccio della comunità alla conservazione del patrimonio del Canada). Un sito deve essere designato da uno o più di questi livelli amministrativi per essere idoneo alla registrazione nel RCLS. Il registro non rimpiazza i programmi di designazione patrimoniale preesistenti in tutto il paese, né sostituisce database locali, provinciali, territoriali e federali, alcuni dei quali sono anche disponibili online.
Il RCLS è uno strumento di informazione, non un meccanismo di designazione o regolamentazione. La registrazione nel database non conferisce uno status storico o legale, né impone restrizioni o obblighi legali. Inoltre, non influisce sul modo in cui il livello amministrativo designante gestisca le proprie designazioni o politiche sul bene patrimonio.
Dato che il registro è disponibile pubblicamente su internet e fornisce dettagli sulla posizione dei siti storici, un certo numero di siti sacri e/o sensibili relativi alle prime nazioni non sono stati inseriti nel database al fine di ridurre la probabilità di atti vandalici e altre tipi di danno da parte dei visitatori. I governi partner del RCLS stanno lavorando ad altri strumenti attraverso l'"iniziativa per i luoghi storici" per riconoscere i siti relativi ai popoli indigeni del Canada.